# Collegio elettorale di Gorizia (Camera dei deputati)
Il collegio di Gorizia fu un collegio elettorale uninominale della Repubblica Italiana per l'elezione della Camera dei deputati. Apparteneva alla circoscrizione Friuli-Venezia Giulia e fu utilizzato per eleggere un deputato nella XII, XIII e XIV legislatura.
Venne istituito nel 1993 con la cosiddetta Legge Mattarella (Legge n. 277, Nuove norme per l'elezione della Camera dei deputati), attuata in seguito al referendum abrogativo del 1993. La legge istituì per la Camera dei deputati e per il Senato della Repubblica un sistema di elezione misto, in parte maggioritario e in parte proporzionale. Il 75% dei parlamentari dell'assemblea veniva eletto in collegi uninominali tramite sistema maggioritario a turno unico; il restante 25% alla Camera veniva eletto tramite sistema proporzionale con liste bloccate.
Il collegio venne abolito insieme a tutti gli altri che costituivano la Camera con la promulgazione della legge elettorale successiva, la cosiddetta Legge Calderoli. Questa prevedeva un sistema proporzionale con premio di maggioranza, che alla Camera veniva attribuito a livello nazionale.

## Territorio
Il collegio di Gorizia era uno dei 10 collegi uninominali in cui era suddiviso il Friuli-Venezia Giulia e, come previsto dal D.Lgs. del 20 dicembre 1993 n. 536, era interamente compreso nella provincia di Trieste e comprendeva i seguenti comuni: Capriva del Friuli, Cormons, Doberdò del Lago, Dolegna del Collio, Farra d'Isonzo, Fogliano Redipuglia, Gorizia, Gradisca d'Isonzo, Mariano del Friuli, Medea, Monfalcone, Moraro, Mossa, Romans d'Isonzo, Ronchi dei Legionari, Sagrado, San Canzian d'Isonzo, San Floriano del Collio, San Lorenzo Isontino, San Pier d'Isonzo, Savogna d'Isonzo, Staranzano, Turriaco e Villesse.

## Eletti
| Elezione | Elezione | Deputato           | Partito                 |
| -------- | -------- | ------------------ | ----------------------- |
|          | 1994     | Raul Lovisoni      | Polo delle Libertà (LN) |
|          | 1996     | Mario Prestamburgo | L'Ulivo (PPI)           |
|          | 2001     | Alessandro Maran   | L'Ulivo (DS)            |

## Dati elettorali

### XII legislatura

#### Risultati proporzionale
| Coalizioni        | Coalizioni                   | Liste                        | Liste                              | Voti    | %     |
| ----------------- | ---------------------------- | ---------------------------- | ---------------------------------- | ------- | ----- |
|                   | Progressisti                 |                              | Partito Democratico della Sinistra | 18.164  | 18,15 |
|                   | Progressisti                 | Rifondazione Comunista       | 8.582                              | 8,57    |       |
|                   | Progressisti                 | Federazione dei Verdi        | 5.190                              | 5,18    |       |
|                   | Progressisti                 | Partito Socialista Italiano  | 1.802                              | 1,80    |       |
| Totale coalizione | Totale coalizione            | 33.738                       | 33,70                              |         |       |
|                   | Polo delle Libertà           |                              | Forza Italia                       | 21.214  | 21,19 |
|                   | Polo delle Libertà           | Lega Nord                    | 10.410                             | 10,40   |       |
| Totale coalizione | Totale coalizione            | 31.624                       | 31,59                              |         |       |
|                   | Patto per l'Italia           |                              | Partito Popolare Italiano          | 16.413  | 16,40 |
|                   | Alleanza Nazionale           | Alleanza Nazionale           | Alleanza Nazionale                 | 13,03   | 13,02 |
|                   | Lista Pannella               | Lista Pannella               | Lista Pannella                     | 4.691   | 4,69  |
|                   | Partito della Legge Naturale | Partito della Legge Naturale | Partito della Legge Naturale       | 605     | 0,60  |
| Totale            | Totale                       | Totale                       | Totale                             | 100.101 |       |

#### Risultati uninominale
|                               | Raul Lovisoni ✔️ Eletto  | Polo delle Libertà (FI - LN - CCD - UDC) | 35 182 | 35,59 |  |  |  |  |  |
|                               | Arturo Bertoli           | Progressisti                             | 32 960 | 33,34 |  |  |  |  |  |
|                               | Enzo Giuseppe Bevilacqua | Patto per l'Italia                       | 18 650 | 18,87 |  |  |  |  |  |
|                               | Luigi Coana              | Alleanza Nazionale                       | 12 061 | 12,20 |  |  |  |  |  |
| Totale                        | Totale                   | Totale                                   | 98 853 | 100   |  |  |  |  |  |
|                               |                          |                                          |        |       |  |  |  |  |  |
| Fonte: Ministero dell'interno |                          |                                          |        |       |  |  |  |  |  |

### XIII legislatura

#### Risultati proporzionale
| Coalizioni        | Coalizioni                         | Liste                                     | Liste                              | Voti   | %     |
| ----------------- | ---------------------------------- | ----------------------------------------- | ---------------------------------- | ------ | ----- |
|                   | Polo per le Libertà                |                                           | Forza Italia                       | 17.541 | 18,15 |
|                   | Polo per le Libertà                | Alleanza Nazionale                        | 12.738                             | 13,18  |       |
|                   | Polo per le Libertà                | CCD-CDU                                   | 5.538                              | 5,73   |       |
| Totale coalizione | Totale coalizione                  | 35.817                                    | 37,06                              |        |       |
|                   | L'Ulivo                            |                                           | Partito Democratico della Sinistra | 18.373 | 19,01 |
|                   | L'Ulivo                            | Popolari per Prodi (PPI-SVP-PRI-UD-Prodi) | 9.971                              | 10,32  |       |
|                   | L'Ulivo                            | Federazione dei Verdi                     | 6.736                              | 6,97   |       |
| Totale coalizione | Totale coalizione                  | 35.080                                    | 36,30                              |        |       |
|                   | Lega Nord                          | Lega Nord                                 | Lega Nord                          | 14.018 | 14,51 |
|                   | Progressisti                       |                                           | Rifondazione Comunista             | 9.761  | 10,10 |
|                   | Movimento Sociale Fiamma Tricolore | Movimento Sociale Fiamma Tricolore        | Movimento Sociale Fiamma Tricolore | 1.281  | 1,33  |
|                   | Nord Libero Autonomia              | Nord Libero Autonomia                     | Nord Libero Autonomia              | 673    | 0,70  |
| Totale            | Totale                             | Totale                                    | Totale                             | 96.630 |       |

#### Risultati uninominale
|                               | Mario Prestamburgo ✔️ Eletto | L'Ulivo               | 45 115 | 46,89 |  |  |  |  |  |
|                               | Michele Luise                | Polo per le Libertà   | 31 024 | 32,25 |  |  |  |  |  |
|                               | Manfredi Jacumin             | Lega Nord             | 14 628 | 15,20 |  |  |  |  |  |
|                               | Sergio Cosma                 | Fiamma Tricolore      | 3 812  | 3,96  |  |  |  |  |  |
|                               | Adriano Zamparo              | Nord Libero Autonomia | 1 632  | 1,70  |  |  |  |  |  |
| Totale                        | Totale                       | Totale                | 96 211 | 100   |  |  |  |  |  |
|                               |                              |                       |        |       |  |  |  |  |  |
| Fonte: Ministero dell'interno |                              |                       |        |       |  |  |  |  |  |

### XIV legislatura

#### Risultati proporzionale
| Coalizioni        | Coalizioni                     | Liste                      | Liste                                 | Voti   | %     |
| ----------------- | ------------------------------ | -------------------------- | ------------------------------------- | ------ | ----- |
|                   | L'Ulivo - Con Illy per Trieste |                            | La Margherita (Dem - PPI - RI- UDEUR) | 22.000 | 24,03 |
|                   | L'Ulivo - Con Illy per Trieste | Democratici di Sinistra    | 12.660                                | 13,83  |       |
|                   | L'Ulivo - Con Illy per Trieste | Comunisti Italiani         | 2.009                                 | 2,19   |       |
|                   | L'Ulivo - Con Illy per Trieste | Il Girasole (FdV - SDI)    | 1.949                                 | 2,13   |       |
| Totale coalizione | Totale coalizione              | 38.618                     | 42,18                                 |        |       |
|                   | Casa delle Libertà             |                            | Forza Italia                          | 23.669 | 25,85 |
|                   | Casa delle Libertà             | Alleanza Nazionale         | 8.729                                 | 9,53   |       |
|                   | Casa delle Libertà             | Lega Nord                  | 3.928                                 | 4,29   |       |
|                   | Casa delle Libertà             | CCD-CDU                    | 1.688                                 | 1,84   |       |
| Totale coalizione | Totale coalizione              | 38.014                     | 41,51                                 |        |       |
|                   | Rifondazione Comunista         | Rifondazione Comunista     | Rifondazione Comunista                | 6.654  | 7,27  |
|                   | Lista Di Pietro                | Lista Di Pietro            | Lista Di Pietro                       | 3.699  | 4,04  |
|                   | Lista Pannella - Bonino        | Lista Pannella - Bonino    | Lista Pannella - Bonino               | 2.614  | 2,86  |
|                   | Democrazia Europea             | Democrazia Europea         | Democrazia Europea                    | 1.767  | 1,93  |
|                   | Terzo Polo per l'Autonomia     | Terzo Polo per l'Autonomia | Terzo Polo per l'Autonomia            | 119    | 0,13  |
|                   | Abolizione scorporo            | Abolizione scorporo        | Abolizione scorporo                   | 69     | 0,08  |
| Totale            | Totale                         | Totale                     | Totale                                | 91.554 |       |

#### Risultati uninominale
|                               | Alessandro Maran ✔️ Eletto | L'Ulivo            | 46 463 | 51,39 |  |  |  |  |  |
|                               | Ettore Romoli              | Casa delle Libertà | 35 908 | 39,71 |  |  |  |  |  |
|                               | Gioacchino Falsone         | Lista Di Pietro    | 4 666  | 5,16  |  |  |  |  |  |
|                               | Antonio Murgia             | Democrazia Europea | 3 381  | 3,74  |  |  |  |  |  |
| Totale                        | Totale                     | Totale             | 90 418 | 100   |  |  |  |  |  |
|                               |                            |                    |        |       |  |  |  |  |  |
| Fonte: Ministero dell'interno |                            |                    |        |       |  |  |  |  |  |